# Esther Vyff Petersen
Esther Vyff Balslev Petersen fra Tjæreborg er tidligere formand og før da fungerende formand for Danske Skoleelever. Hun tiltrådte stillingen som fungerende formand den 1. juli 2020 og fungerede som formand frem til Danske Skoleelevers generalforsamling den 26. november 2020 hvor hun ved kampvalg blev valgt som formand. I perioden hvor Esther var fungerende formand var Thea Enevoldsen formelt formand. Esther Vyff Petersen har været med i DSEs bestyrelse siden 2019.
Hun blev valgt som fungerende formand på et hovedbestyrelsesmøde i DSE, da Thea Enevoldsens formandsperiode udløb, den 30. juni, og da den planlagte generalforsamling 27.-29. marts (2020) ikke kunne afholdes grundet coronaviruspandemien, hvor den næste formand skulle have været valgt.
Sammen med Rasmus Ditlefsen som fungerede næstformand med ansvar for bestyrelsen og Mathias Keimling som fungerende næstformand med ansvar for sekretariatet, udgjorde hun det fungerende formandskab.
Til Danske Skoleelevers generalforsamling i november 2020 blev alle tre valgt til deres poster og derfor udgjorde derefter formandskabet for DSE.
Indtil skoleåret 2019/2020’s afslutning gik Esther på Vitaskolen Bohr i Esbjerg, hvor hun var formand for elevrådet.
Esther Vyff Petersen opnåede også over 2.000 følgere på Twitter, der skulle sikre større politisk indflydelse i  det danske skolepolitiske landskab.
Esther Vyff er formand for Esbjerg ungebyråd.
Esther Vyff arbejder på Hvidbjerg Strand Feriepark som receptionist, hun har arbejdet der i 5 år.

## Mærkesager
- Faglighed for alle
- Undervisningsmiljø [6]

## Politiske engagementer
Esther vandt 200.000 kr i Esbjerg Kommunes ungebyråd 2019 til et projekt om at lave studiekort til grundskoleelever i kommunen.